# زد/اواس
زد/اواس (به انگلیسی: z/OS) یک سیستم‌عامل ۶۴-بیت بر پایه واسط گرافیکی کاربر است که برای رایانه‌های بزرگ IBM توسط IBM تولید شده‌است. این سیستم‌عامل ادامه دهنده راه OS/390 است. z/OS دارای بسیاری از قابلیت‌های سیستم‌عامل‌های مدرن امروزی است ولی با این حال بسیاری از عملکردهایی که در سال ۱۹۶۰ شکل گرفته را نیز برای انجام کارهای روزانه دارا می‌باشد.(پشتیبانی به عقب بسیار زیاد، یکی از فلسفه‌های اصلی طراحی z/OS است.) z/OS از OS/390 مشتق‌شده و در اکتبر سال ۲۰۰۰ رونمایی و معرفی شد.